# Paul Bunyan (film, 1958)
Pour les articles homonymes, voir Paul Bunyan et Bunyan.
Pour plus de détails, voir Fiche technique et Distribution.
Paul Bunyan est un court métrage d'animation américain réalisé par Les Clark  pour Walt Disney Productions, sorti le 1er août 1958.

## Synopsis
Le film raconte la vie et la carrière de Paul Bunyan, un légendaire bucheron de grande stature:
Le jour suivant une grosse tempête sur les côtes du Maine, des villageois découvrent un bébé rejeté par les vagues. Ils le baptisent Paul Bunyan. Ce dernier grandit et devient bûcheron. Sa grande stature ainsi que sa force en font un héros dans la région mais l'apparition des machines à vapeur va mettre un terme à sa carrière.

## Fiche technique
- Titre original : Paul Bunyan
- Réalisateur : Les Clark
- Scénario : Lance Nolley, Ted Berman
- Voix : Thurl Ravenscroft (Paul Bunyan)
- Animateur :  George Goepper, Jerry Hathcock, Ken Hultgren, Fred Kopietz, George Nicholas, Jack Parr
- Layout : Jack Huber, Homer Jonas, John Sibley, Robert W. Youngquist
- Décors : Eyvind Earle, Walt Peregoy
- Conception des personnages : Tom Oreb
- Effets d'animation : Bob Abrams, Jack Boyd
- Musique originale : George Bruns
- Producteur : Walt Disney
- Société de production : Walt Disney Productions
- Distributeur : Buena Vista Pictures
- Format d'image : Couleur (Technicolor)
- Son : Mono (RCA Photophone)
- Durée : 17 min[1]
- Langue : (en)
- Pays de production :  États-Unis
- Date de sortie : 1er août 1958[1]

## Distribution

### Voix originales
- Bob Amsberry : Joe Muffaw
- Parley Baer : Narrateur / Chris Crosshaul
- Ken Christy : Shot Gunderson
- Dal McKennon : Cal McNab
- Thurl Ravenscroft : Paul Bunyan

### Voix françaises
- Roger Carel : Paul Bunyan / le narrateur
- Patrick Guillemin : Chris Cross Howl / Joe Muffaw
- Jacques Ferrière : Cal Mcnab / Short Gunderson
- Régine Teyssot : L'institutrice

## Distinction
- Sélectionné pour l'oscar du meilleur court-métrage d'animation 1958[2]

## Commentaires
Ce court-métrage a été diffusé dans l'émission Walt Disney's Wonderful World of Color sur NBC le 6 janvier 1963.